# Exílio

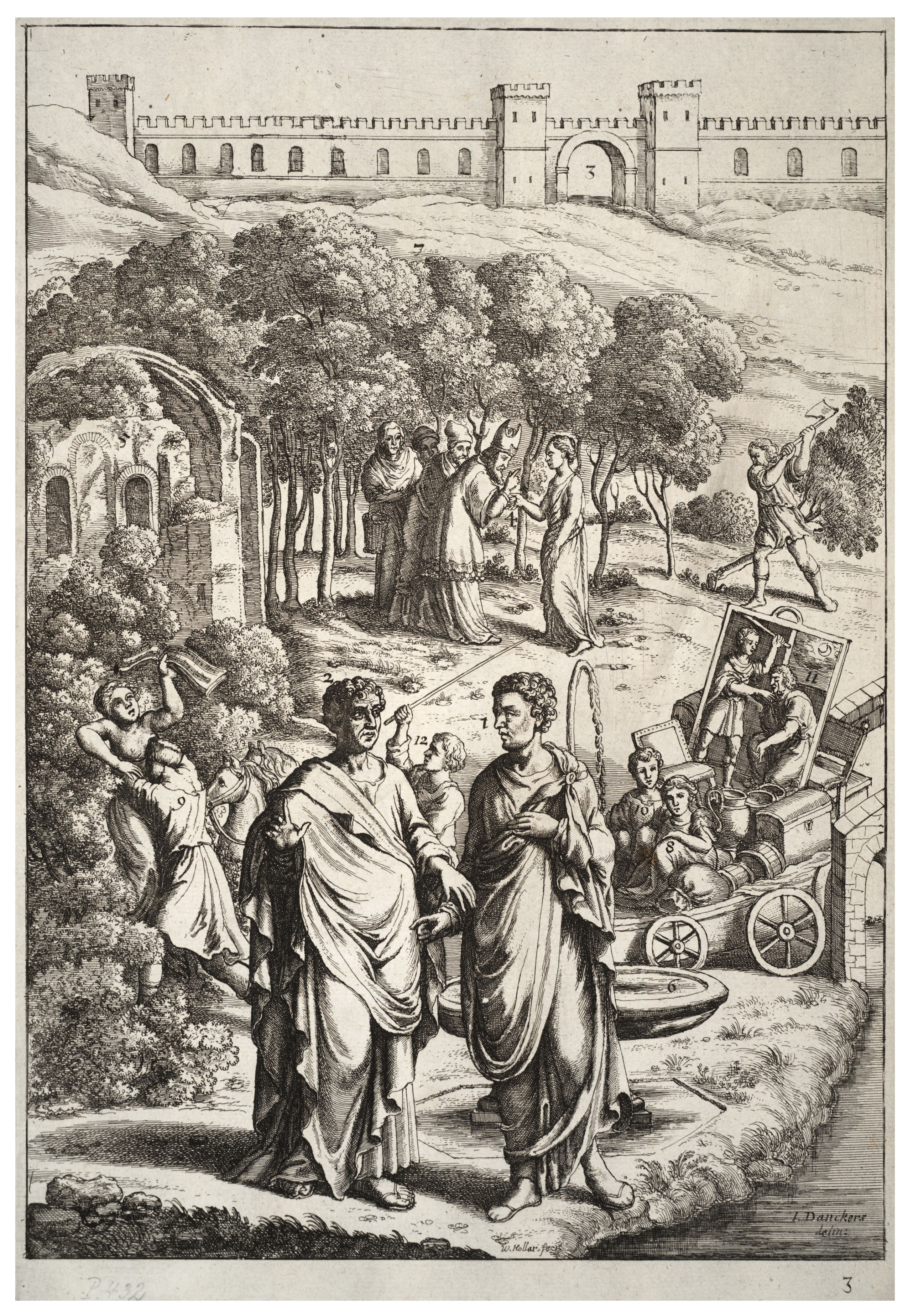
Wenceslas Hollar - Exiled from the capital

Exílio é o estado de ser forçado a sair de sua terra natal (ou seja, vila, cidade, estado, província, território ou até mesmo país) e incapaz de retornar. Pessoas (ou corporações e até governos) podem estar no exílio por motivos legais ou outros.
No direito romano, o exsilium denotava tanto o exílio voluntário quanto o banimento como uma alternativa à pena de morte. A deportação era um exílio forçado e acarretava a perda vitalícia da cidadania e das propriedades. O relegatio era uma forma mais branda de deportação, que preservava a cidadania e a propriedade do sujeito.
O termo diáspora descreve o exílio em grupo, tanto voluntário quanto forçado. "Governo no exílio" descreve um governo de um país que se mudou e argumenta sua legitimidade de fora desse país. O exílio voluntário (ou autoexílio) é frequentemente descrito como uma forma de protesto por parte da pessoa que o reivindica, para evitar perseguição ou processo criminal (como acusações fiscais ou criminais), um ato de vergonha ou arrependimento, ou isolar-se para poder dedicar tempo a uma atividade específica.
O artigo 9º da Declaração Universal dos Direitos Humanos afirma que “Ninguém será submetido a prisão, detenção ou exílio arbitrário”.

## Para indivíduos

### Chefes de estado exilados
Em alguns casos, o chefe de Estado deposto pode ir para o exílio após um golpe ou outra mudança de governo, permitindo uma transição mais pacífica ou para escapar da justiça.

### Evitar violência ou perseguição, ou como consequência de guerras
Exemplos incluem:
- Acadêmicos iraquianos que pediram para voltar para seu país para ajudar a reconstruir o Iraque em 2009[4]
- Judeus que fugiram da perseguição da Alemanha nazista[5]
- As pessoas que assumem um papel de liberdade religiosa ou civil na sociedade podem ser forçadas ao exílio devido à ameaça de perseguição. Por exemplo, freiras foram exiladas após o golpe de estado comunista de 1948 na Tchecoslováquia.[6]7

### Medida de segurança penal militar
O exílio local é uma medida de segurança prevista no artigo n.º 116 do Código Penal Militar do Brasil. O assegurado fica proibido de residir ou permanecer na localidade, município ou comarca do crime dentro do período mínimo de um ano desde a cessação ou suspensão condicional da execução da pena privativa de liberdade. Pode ser determinado a bem da ordem pública ou do próprio condenado. É classificado como uma medida não detentiva e aplicável ao imputável.

## Para grupos, países ou governos

### Nação no exílio
Quando um grande grupo, ou ocasionalmente um povo ou nação inteira é exilado, pode-se dizer que esta nação está no exílio, ou "diáspora". As nações que estiveram no exílio por períodos substanciais incluem os judeus, que foram deportados pelo rei babilônico Nabucodonosor II em 586 a.C. e novamente após a destruição do segundo Templo em Jerusalém em 70 d.C. Muitas orações judaicas incluem um desejo de retornar a Jerusalém e à pátria judaica.
Após as partições da Polônia no final do século XVIII, e após as revoltas (como a Revolta de Kościuszko, a Revolta de Novembro e a Revolta de Janeiro) contra as potências de partição (Rússia, Prússia e Áustria), muitos poloneses optaram - ou foram forçados - a entrar exílio, formando grandes diásporas, especialmente na França e nos Estados Unidos. Toda a população de tártaros da Crimeia (num total de 200.000) que permaneceu em sua terra natal da Crimeia foi exilada em 18 de maio de 1944 para a Ásia Central como uma forma de limpeza étnica e punição coletiva por acusações falsas.
Desde a Revolução Cubana, mais de um milhão de cubanos deixaram Cuba. A maioria deles se auto consideram como como exilados, uma vez que suas motivações para deixar a ilha são de natureza política. Na época da Revolução Cubana, Cuba tinha apenas 6,5 milhões de habitantes e não era um país que tivesse um histórico de emigração significativa, sendo o sexto maior receptor de imigrantes do mundo em 1958. A maioria dos exilados crianças também se consideram exilados cubanos. De acordo com a legislação cubana, os filhos de cubanos nascidos no exterior são considerados cidadãos cubanos.

### Governo no exílio
Durante uma ocupação estrangeira ou após um golpe de Estado, um governo no exílio de um país pode ser estabelecido no exterior. Um dos exemplos mais conhecidos disso é o governo polonês no exílio, um governo no exílio que comandou as forças armadas polonesas operando fora da Polônia após a ocupação alemã durante a Segunda Guerra Mundial. Outros exemplos incluem o governo das Forças Francesas Livres de Charles de Gaulle da mesma época, e a Administração Central Tibetana, comumente conhecida como o governo tibetano no exílio, chefiada pelo 14º Dalai Lama.

## Personagens célebres que estiveram em exílio
(ordenadas alfabeticamente por sobrenome/apelido)
- Álvaro Cunhal, exilado na União Soviética e na França
- Caetano Veloso, exilado na Inglaterra
- Charlie Chaplin, exilado na Suíça
- Chico Buarque, exilado na França
- Debora Diniz, exilada nos Estados Unidos
- Edward Snowden, exilado na Rússia
- Fernando Henrique Cardoso, autoexilado no Chile e França
- Geraldo Vandré, exilado no Chile e França
- Glenn Greenwald, autoexilado no Brasil
- Gilberto Gil, exilado na Inglaterra
- Jean Wyllys, exilado em Barcelona
- D.João VI, Rei do Reino Unido de Portugal, Brasil e Algarves, exilado no Brasil
- João Goulart, exilado no Uruguai.
- José Serra, autoexilado no Chile
- Juan de Bourbon, Conde de Barcelona exilado em Portugal
- Juan Perón, exilado da Argentina no Paraguai e Espanha.
- Karl Marx, autoexilado da Alemanha no Reino Unido
- Julian Assange, exilado no Equador
- Lenin, autoexilado na Suíça
- Leon Trótski exilado na Turquia, França, Noruega e, por fim, México
- Leonel Brizola, exilado no Uruguai e nos Estados Unidos.
- Luís Carlos Prestes, exilado do Brasil na Bolívia e na União Soviética
- D. Manuel II, Rei de Portugal exilado em Inglaterra
- Mário Soares, exilado em França
- Marcello Caetano, exilado no Brasil
- Marcia Tiburi, exilada na França
- Milan Kundera, autoexilado em França
- Napoleão Bonaparte, exilado na Ilha de Elba e sucessivamente na Ilha de Santa Helena (território)
- Públio Ovídio, exilado de Roma em Tômis
- D.Pedro II, Imperador do Brasil, exilado em França
- Raul Seixas, exilado nos Estados Unidos
- Sigmund Freud, autoexilado da Áustria no Reino Unido
- Tenzin Gyatso, exilado do Tibete na Índia
- Thomas Mann, autoexilado na Suíça e nos Estados Unidos
- Venceslau de Moraes, autoexilado no Japão
- Rei Vítor Emanuel III da Itália, exilado no Egito
- Victor Hugo, exilado da França nas Ilhas do Canal
- Wagner Schwartz, exilado na França
- Zine El Abidine Ben Ali, exilado na Arábia Saudita